# Scaphioides gertschi
Espèce
Scaphioides gertschi est une espèce d'araignées aranéomorphes de la famille des Oonopidae.

## Distribution
Cette espèce est endémique des Bahamas. Elle se rencontre à Andros et aux îles Bimini.

## Description
Le mâle mesure 1,18 mm et la femelle 1,37 mm.

## Étymologie
Cette espèce est nommée en l'honneur de Willis John Gertsch.

## Publication originale
- Platnick & Dupérré, 2012 : The Caribbean goblin spider genera Scaphioides and Hortoonops (Araneae, Oonopidae), Part 1. American Museum Novitates, no 3751, p. 1-62 (texte intégral).